# Yandé Codou Sène
Yandé Codou Sène (Somb, 1932 - Gandiaye, 15 juli 2010) was een Senegalees zangeres van Sérères-afkomst. Zij was de officiële griot van president Léopold Senghor.

## Filmografie
- Yandé Codou Sène, diva sérère, documentaire van Laurence Gavron, 2008
- Yandé Codou Sène, la griotte de Senghor, documentaire van Angèle Diabang Brener, 2008